# План свердловини
План свердловини (рос. план скважины; англ. well projection; нім. Sondenprojekt n) — проєкція осі свердловини на горизонтальну площину, одержана шляхом послідовної побудови горизонтальних проєкцій окремих ділянок свердловини, починаючи з найменшої глибини, на якій лінія, що з'єднує початкову точку першого інтервалу (гирло свердловини) з кінцевою точкою останнього інтервалу (вибій свердловини), відбиває загальне зміщення осі свердловини від вертикалі на досліджуваній ділянці.